# Wolfram Spyra

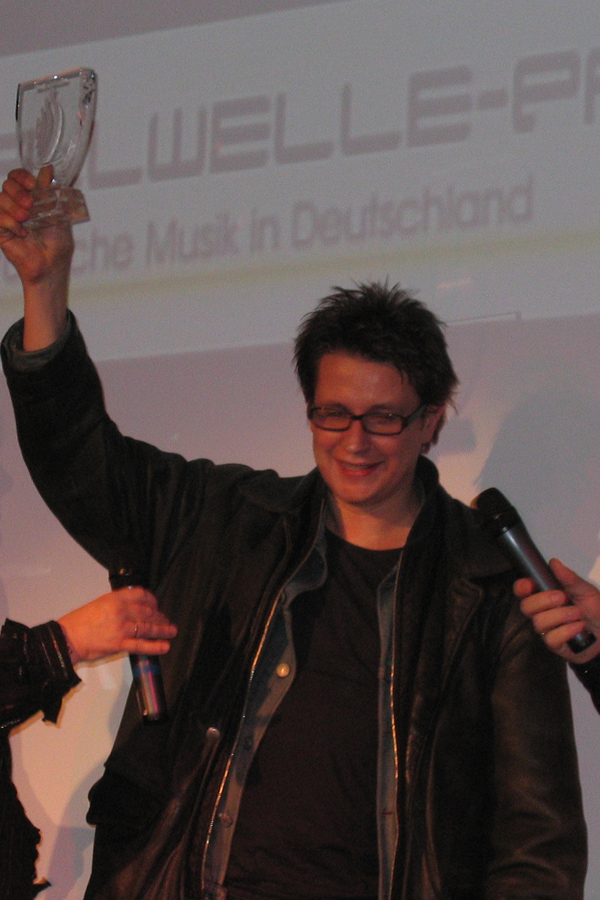
Wolfram Spyra nimmt den Schallwelle Musikpreis als bester Elektronik-Musiker des Jahres 2008 entgegen

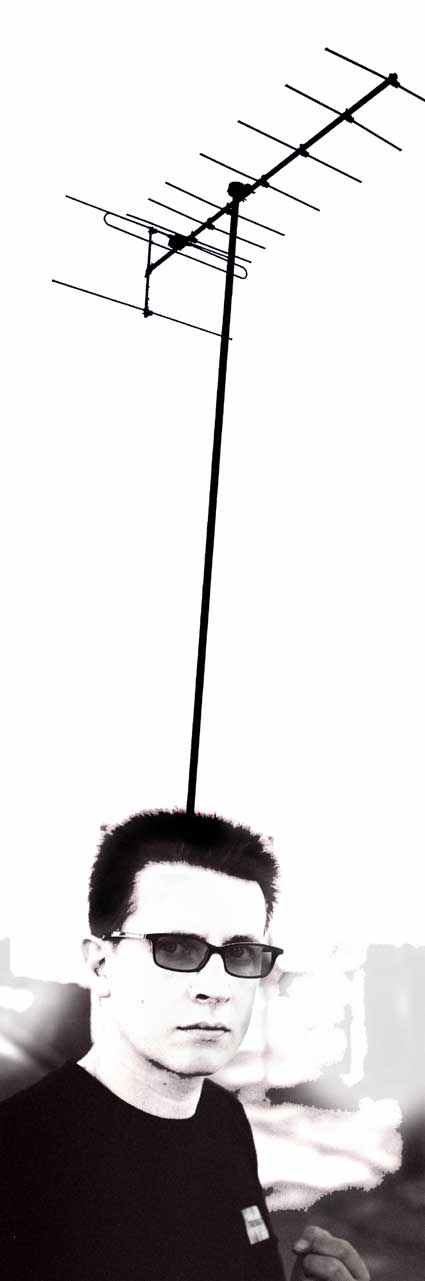
Wolfram Spyra, 2006

Wolfram Spyra, oft Der Spyra oder nur Spyra genannt (* 12. Dezember 1964 in Eschwege) ist ein deutscher Klangkünstler und Elektronik-Musiker aus Kassel.

## Leben
Spyra studierte von 1986 bis 1992 an der Kunsthochschule Kassel bei Harry Kramer und schloss das Studium mit der Diplomarbeit zum Thema „Klangerzeugung, Klangkomposition, Klangskulptur“ ab. In seiner Heimatstadt hat er sich in den folgenden Jahren unter anderem durch zahlreiche Klanginstallationen bekannt gemacht, darunter Kassels akustischer Stadtplan, der seit 1997 im dortigen Rathaus öffentlich zugänglich ausgestellt ist.
Bekannt ist auch sein „Elektrischer Stuhl“ (Der Stuhl besteht aus Stahl und steht immer unter 230 Volt). Dieser war im Rahmenprogramm der Documenta zu sehen. Außerdem war er mehrmals im Stammheim Kassel als Installation vorhanden.
Erst durch die Praktik, mit Tonbandmaschinen statt Plattenspielern aufzulegen, wurde er auch als DJ und Live-Act bekannt.
Seine erste CD erschien erst 1995. Seit 1997 werden seine CDs – neben Solo-CDs auch Koproduktionen mit Pete Namlook – beim Label FAX +49-69/450464 veröffentlicht. Das 1997 erschienene Album Future of the Past, das mehr an die klassische Berliner Schule angelehnt ist, erschien auf dem Label Manikin Records. Neben Studioaufnahmen gibt Spyra des Öfteren Live-Konzerte im In- und Ausland.
Bekannt wurde er außerdem durch die Zusammenarbeit mit dem Stammheim Kassel.
Er lebt in Kassel, London und Berlin.

## Diskografie (Auswahl)
- Homelistening Is Killing Clubs (1995)
- Phonehead (1997)
- My Little Garden of Sounds (1997)
- Future of the Past (1997)
- Sferics (1998)
- Kassels Akustischer Stadtplan (1998)
- Virtual Vices (mit Pete Namlook) (1998)
- Etherlands (1999)
- Virtual Vices II (mit Pete Namlook) (2000)
- Elevator to Heaven (2001)
- Virtual Vices III (mit Pete Namlook) (2001)
- Achtundsechzig 24 Live@Toskana-Therme (mit Chris Lang) (2001)
- Virtual Vices IV (mit Pete Namlook) (2002)
- Invisible Fields (2003)
- Meditationen (2005)
- Orphan Waves (2006)
- Virtual Vices V (mit Pete Namlook) (2006)
- High Phidelity (2007)
- Gasoline 91 Octane (2008)
- Virtual Vices VI (mit Pete Namlook) (2008)
- January in June (2009)
- SeQuest (Der Spyra / Chris Lang) (2010)
- ADSR 4-track Maxi-single CD (Spyra with Steve Baltes) (2010)
- No Beat For One Hour (2010)
- Staub (2014)
- Dunst (2018)
- Hospital (2021)
- Little Garden Of Sounds 22 (2022)